# Bartolomé Vivar

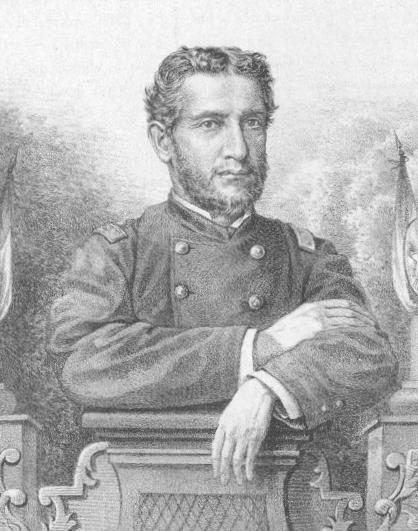
Bartolomé Vivar.

Bartolomé Vivar (San Fernando; 1832-Batalla de Tarapacá; 27 de noviembre de 1879) fue un militar chileno, segundo jefe del Regimiento 2° de Línea durante la Guerra del Pacífico.
Se educó en la ciudad de San Fernando, hasta su adolescencia, teniendo que ingresar por penurias económicas e instinto a la carrera de armas, estudiando en la recién creada Escuela de Cabos.
Allí empezó a hacer su carrera de armas, siendo destinado el 29 de abril de 1852 al regimiento 2° de Línea, cuerpo militar que ya no dejaría por el resto de su vida.

## Guerra del Pacífico
Tenía el grado de teniente coronel efectivo, cuando estalló la guerra, correspondiéndole como jefe segundo del 2° de Línea, disciplinar a sus hombres, que serían los primeros en embarcarse al sitio del conflicto.
Después de desembarcar en Antofagasta, se estrenaron las armas chilenas en la Batalla de Calama para luego proseguir en Pisagua, pero no les cupo hacer lo mismo en la Batalla de Dolores, por estar retenidos en esa playa a la hora de la batalla.
El día 27 de noviembre se desarrolló la Batalla de Tarapacá, en donde las fuerzas chilenas, que iban en escaso número en busca de los enemigos, se vio rodeada por fuerzas superiores. Vivar al frente de tres compañías se desplegó por el fondo de la quebrada sobre la aldea enemiga, logrando ingresar en ella. La posición aventajada de los peruanos, localizados en las alturas de la quebrada, les permitió dirigir un fuego muy intenso sobre el 2° de Línea, que redujo a la mayoría de sus integrantes y a su jefe Eleuterio Ramírez Molina.
Vivar fue herido por una bala en el brazo, pese a lo cual se mantuvo activo en el combate, hasta que una segunda bala le atravesó el bajo vientre. Se puso entonces, moribundo, debajo de una roca, a esperar el resultado de la batalla.
Vivar quedó encomendado a la ambulancia peruana dejada allí por el general Buendía, pero las heridas del chileno eran mortales. Falleció al segundo día después de la batalla.
- Datos: Q5721441
- Multimedia: Bartolomé Vivar / Q5721441